# 格伦·莫斯利
格伦·E·莫斯利（英語：Glenn E. Mosley，1955年12月26日—），美国NBA联盟前职业篮球运动员。他在1977年的NBA选秀中第1轮第20顺位被费城76人选中。